# Här kommer bärsärkarna
Här kommer bärsärkarna è un film svedese del 1965 diretto da Arne Mattsson.